# Union libérale démocrate
Pour les articles homonymes, voir BLD.
L'Union libérale démocrate (Bashkimi Liberal Demokrat ou BLD) est un parti politique albanais dirigé par Arian Starova, issu d'une scission du Parti social-démocrate. Le parti s'appelle d'abord Union sociale-démocrate avant d'adopter son nom actuel.
En 2001, l'Union libérale démocrate participe à la coalition Union pour la victoire, qui recueille 36.8 % des voix, mais obtient moins de 1 % sous son seul nom. En 2005, participant à l'Alliance pour la liberté et la justice, elle parvient à faire élire un député.